# KS Albpetrol Patos
Klubi Sportiv Albpetrol Patos (KS Albpetrol) ist ein albanischer Fußballclub aus der Stadt Patos.

## Geschichte
Der Verein wurde 1947 unter dem Namen KS Punëtori Patos gegründet und spielte in der Saison 1974/75 erstmals in der höchsten albanischen Spielklasse.
Mit dem erneuten Aufstieg in die damals noch erstklassige Kategorie e Parë erfolgte im Jahr 1992 die Umbenennung in KS Albpetrol Patos. Albpetrol ist das ehemalige nationale und zwischenzeitlich privatisierte Energieunternehmen Albaniens mit Sitz in Patos.
Im Aufstiegsjahr gelang Albpetrol der Einzug in das Finale um den Albanischen Fußballpokal; dort unterlag der Aufsteiger jedoch am 19. Mai 1993 in Durrës Partizani Tirana mit 0:1. Da Partizani auch albanischer Meister wurde, nahm Albpetrol als Pokal-Finalist am Europapokal der Pokalsieger 1993/94 teil, scheiterte jedoch bereits in der Vorrunde im Duell der Europapokal-Debütanten am FC Balzers aus Liechtenstein.
Mit Ablauf der Saison 1997/98 stieg Albpetrol aus der Kategoria Superiore ab und konnte in späteren Jahren nicht mehr an seine erfolgreichste Zeit anknüpfen.
In der Saison 2014/15 gehört Albpetrol der drittklassigen Kategoria e dytë an.

## Vereinsänderungen
- 1947 – KS Punëtori Patos
- 1949 – Patos
- 1950 – Puna Patos
- 1958 – KS Punëtori Patos
- 1992 – KS Albpetrol Patos

## Europapokalbilanz
| Saison  | Wettbewerb                  | Runde         | Gegner     | Gesamt | Hin     | Rück    |
| ------- | --------------------------- | ------------- | ---------- | ------ | ------- | ------- |
| 1993/94 | Europapokal der Pokalsieger | Qualifikation | FC Balzers | 1:3    | 1:3 (A) | 0:0 (H) |

Gesamtbilanz: 2 Spiele, 1 Unentschieden, 1 Niederlage, 1:3 Tore (Tordifferenz −2)